# NGC 492
NGC 492 ist eine Balken-Spiralgalaxie vom Hubble-Typ SB? im Sternbild Fische auf der Ekliptik. Sie ist schätzungsweise 639 Millionen Lichtjahre von der Milchstraße entfernt und hat einen Durchmesser von etwa 115.000 Lichtjahren. Vom Sonnensystem aus entfernt sich die Galaxie mit einer errechneten Radialgeschwindigkeit von näherungsweise 14.200 Kilometern pro Sekunde.
Das Objekt wurde am 6. Dezember 1850 von dem irischen Astronomen Bindon Blood Stoney, einem Assistenten von William Parsons, entdeckt.

## Galaktisches Umfeld
| Nr. | Galaxie          | Alternativname          | Rek           | Dek           | Distanz/asec |
| --- | ---------------- | ----------------------- | ------------- | ------------- | ------------ |
| →   | NGC 492          | LEDA/PGC 4976           | 01h22m13.56s  | +05d25m01.4s  | 0            |
| 1   | NGC 486          | LEDA/PGC 4975           | 01h21m43.036s | +05d20m46.65s | 49.18        |
| 2   | NGC 490          | LEDA/PGC 4973           | 01h22m02.872s | +05d22m01.89s | 240.22       |
| 3   | LEDA/PGC 2807044 | 2MASX J01220184+0528571 | 01h22m01.84s  | +05d28m57.2s  | 293.52       |
| 4   | NGC 500          | LEDA/PGC 5013           | 01h22m39.367s | +05d23m14.21s | 400.04       |
| 5   | LEDA/PGC 1284522 | 2MASX J01214628+0530244 | 01h21m46.28s  | +05d30m24.3s  | 521.20       |
| 6   | LEDA/PGC 1285765 | 2MASX J01214916+0534564 | 01h21m49.17s  | +05d34m56.1s  | 697.07       |
| 7   | NGC 488          | LEDA/PGC 4946           | 01h21m46.85s  | +05d15m24.2s  | 701.68       |
| 8   | LEDA/PGC 4126658 | NSA 129219              | 01h21m29.60s  | +05d17m48.0s  | 786.62       |